# Збройні сили Ватикану
Держа́ва-Мі́сто Ватика́н — країна анклав яка цілком розміщена у межах Риму, столиці Італії. Відповідальність по захисту держави від зовнішньої агресії лежить переважно на Збройних силах Італії. Місто Ватикан у власних кордонах має Папську Швейцарську гвардію або Швейцарську гвардію. Швейцарська гвардія — це маленькі сили що утримуються Святим Престолом і відповідають за безпеку Понтифіка, включаючи безпеку Апостольського палацу. Вона контролює доступ до міста-держави разом із Папським корпусом жандармерії, цивільними силами що утримуються Ватиканом. Відтоді, коли Ватикан було утворено у 1929 він не перебував у стані війни та лише мав дещо наближений стан до бойових дій під час бомбардування протягом Другої світової війни.
Історично, на території Ватикану існували інші військові з'єднання, які скоріше мали церемоніальні ніж військові функції. Шляхетську гвардію та Палатинську гвардію розпустив папа Павло VI у 1970 році.

## Папська Швейцарська гвардія

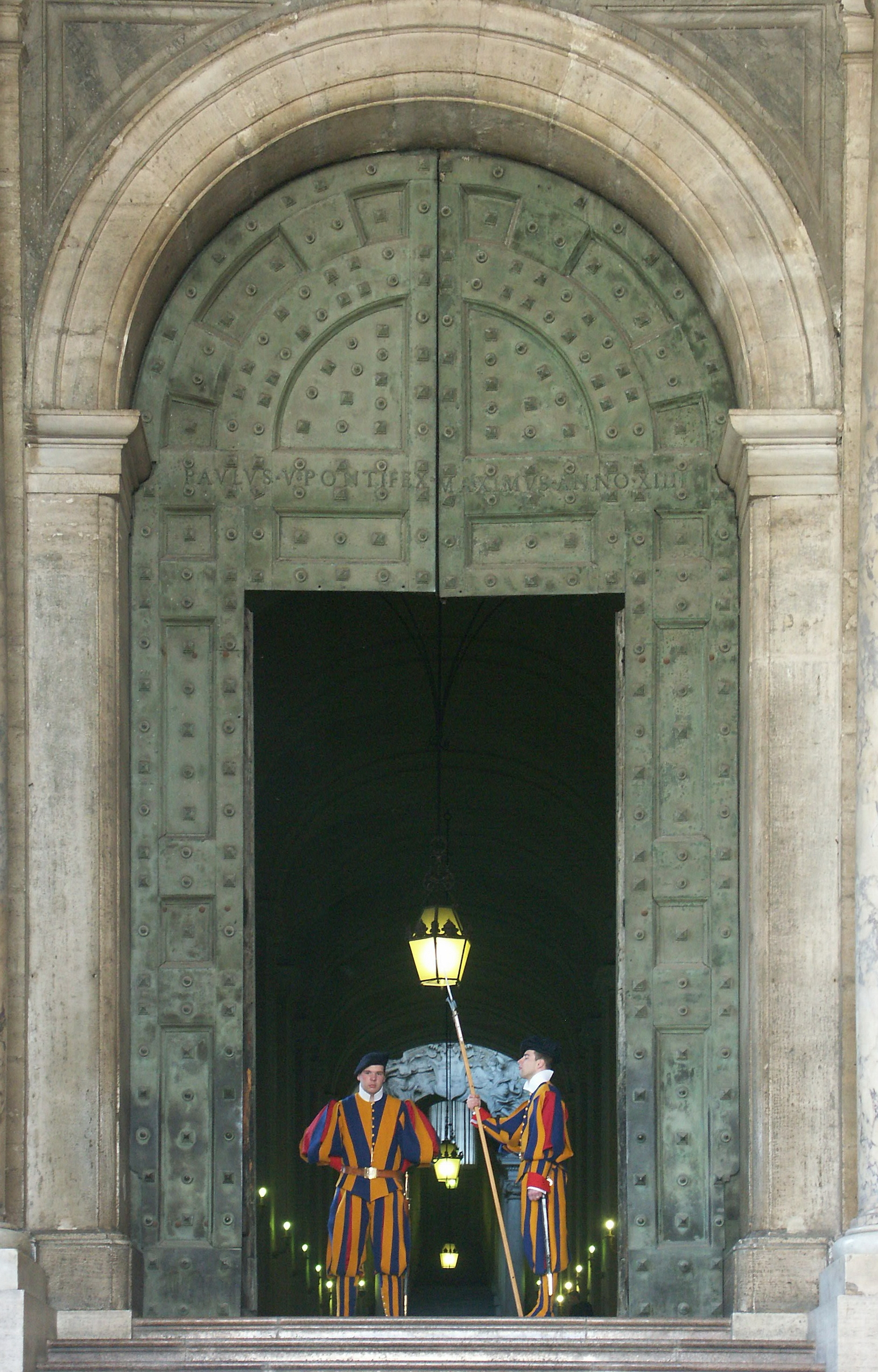
Швейцарська гвардія біля Бронзових дверей

Корпус Папської Швейцарської гвардії або Швейцарська гвардія (нім. Schweizergarde, італ. Guardia Svizzera Pontificia, лат. Pontificia Cohors Helvetica або Cohors Pedestris Helvetiorum a Sacra Custodia Pontificis) — маленькі сили, що відповідають за безпеку Понтифіка, включаючи безпеку Апостольського палацу.
Як і інші Європейські держави, ранні Папи наймали Швейцарських військовиків, як частину власної армії. Папська Швейцарська гвардія була створена Папою Юлієм II 22 січня 1506 року як загін персональних охоронців Папи та продовжує виконувати ці функції дотепер. Вона вказана у Папському щорічнику у розділі «Святого Престолу», а не у розділі «Держави-міста Ватикан». На кінець 2005 року Гвардія налічувала 134 члени. Відбір регулюється спеціальною угодою між Святим Престолом і Швейцарією. Усі рекрути обов'язково мають бути католиками, не одруженими чоловіками зі швейцарським громадянством, які пройшли базову підготовку у швейцарській армії й отримали сертифікати гарної поведінки, бути у віці від 19 до 30 років, і бути на зріст хоча б 175 см (5 футів 9 дюймів). Члени гвардії озброєні стрілецькою зброєю і традиційними алебардами (також називається Швейцарський вульж), і тренуються за тактикою охорони окремих осіб.

## Офіцерські звання
Від 1970 року, Папська швейцарська гвардія є єдиним активним військовим підрозділом Ватикану. Наведені офіцерські звання відбивають ранги Швейцарської гвардії. Капелан гвардії відповідає званню підполковника. Комендант (який має звання полковника) є старшим членом папського двору і його особистий герб або емблема стоїть у центрі штандарта Швейцарської гвардії протягом всього терміну його команди.

## Перелік колишніх військових з'єднань, які служили Папству
- Корсиканська гвардія, папське ополчення у Римі, що існувало з 1603 до 1662 року.
- Папські зуави, один з полків, що становили армію Папської держави до окупації Риму в 1870 році (розпущений у 1870 році).
- Шляхетська гвардія, Папська кінна гвардія (розпущена 1970 року).
- Палатинська гвардія, папське ополчення (розпущене у 1970 році).
- Папський корпус жандармерії (1970 року перетворений на корпус цивільної поліції).